# 추용
추용(중국어 정체자: 鄒容, 한어 병음: Zōu Róng, 웨이드-자일스: Tsou Jung; 1885 – 1905)은 한족 민족주의자이자 반만주 운동의 혁명 순교자였다. 그는 쓰촨성 충칭시에서 태어났는데, 그의 조상들은 메이저우시 광둥 지역에서 그곳으로 이주했다. 쩌우룽은 어린 나이에 일본으로 보내져 일본의 근대화를 연구하고 관찰했다.
중국으로 돌아온 그는 만주 정권과 외국 제국주의로부터 중국을 해방하는 방법에 대한 에세이를 쓰기 시작했다. 1903년, 그는 이 주제에 관한 책인 혁명군 (革命軍; Gémìng Jūn)을 출판했다. 공화주의와 사회 다윈주의적 인종 이론에 영향을 받은 이 깊이 애국적인 책은 널리 읽혔으며 혁명 운동에 지대한 영향을 미쳤다. 이 책의 수천 부가 혁명 대의를 지지하기 위해 쑨원에 의해 국제적으로 배포되었다.
쩌우룽은 청나라 정부가 식민화, 약점, 부패라는 당면 위기에 대처할 수 없다고 보았다. 쩌우룽에게 만주족은 중국이 현대 개혁을 위한 전통적 장애물을 극복하지 못하는 원인이었으며, 그는 그들의 실수와 약점을 조목조목 분석했다. 게다가 그는 한족을 "시민"이 아닌 "노예"로 만든 중국의 전통적인 군주제를 비난했다. 그는 또한 인종주의적인 한족 이념에 영향을 받았는데, 이는 그가 만주족 지배 계급에 대한 혐오감에서 드러난다. 그는 “5백만이 넘는 털북숭이 뿔 달린 만주족을 학살하고, 260년간의 가혹하고 끊임없는 고통에서 우리 자신을 정화하여 중국 아대륙의 토지를 깨끗하게 만들고, 황제의 후손들이 모두 워싱턴이 되도록” 주장했다.
그가 주창한 중국 인민의 주권은 의회 설립, 여성의 동등한 권리, 언론의 자유, 출판의 자유를 포함했다. 이러한 겉보기에 자유주의적인 이상은 잠재적으로 인종 학살적인 민족주의에 기반을 두었다. 쩌우룽이 구상한 중화민국 건국의 토대는 개인의 자유가 아니라 민족 국가의 주권("사람은 조국 없이는 살 수 없다")이었다.
쩌우룽은 상하이의 외국 조계에 살면서 치외법권을 누렸고 청나라 법정에서 사형 선고를 받을 수 없었다. 대신 그는 장빙린과 밀접하게 연관되어 쑤보 사건에 연루되어 2년 징역형을 선고받았다. 그는 수감 중 병에 걸려 1905년 4월 20세의 나이로 사망했다.

## Bibliography
- Zou Rong; Lust, John (trans.): The Revolutionary Army : a Chinese Nationalist Tract of 1903. Paris: Mouton, 1968.
- Hummel, Arthur W. Sr., 편집. (1943). 〈Tsou Jung〉. 《ECCP》. 미국 정부 인쇄국.